# Deutsche Schwimmmeisterschaften 2021
Die 132. Deutschen Meisterschaften im Schwimmen fanden im Rahmen der Finals vom 3. bis 6. Juni 2021 zum 17. Mal in Folge in der Schwimm- und Sprunghalle im Europasportpark Berlin statt und wurden vom Deutschen Schwimm-Verband (DSV) organisiert. Angesichts der COVID-19-Pandemie wurden dieses Mal keine Staffel-Disziplinen ausgetragen, da der DSV das Risiko einer Ansteckung „bestmöglich minimieren“ wollte. Es wurden in 34 Wettkämpfen Titel vergeben, wobei Ramon Klenz und Nina Kost mit je drei Titeln die erfolgreichsten Athleten dieser Meisterschaften waren.

## Teilnehmer
Startberechtigt waren in jeder Disziplin die 20 schnellsten gemeldeten Schwimmer der „Bestenliste“ des DSV, im Qualifikationszeitraum vom 1. Januar 2020 bis 9. Mai 2021.
285 Schwimmer aus 92 Vereinen waren für 653 Einzelstarts angemeldet. Mit 15 Aktiven stellte die SG Essen die zahlenmäßig größte Mannschaft.

## Rekorde
Sportliche Höhepunkte der Meisterschaften waren die deutschen Rekorde von Anna Elendt über 50 Meter und 100 Meter Brust.
Deutsche Altersklassenrekorde der Jugend wurden drei Mal verbessert:
- Jahrgang 2002 – Altersklasse 19:
Sven Schwarz über 800 Meter Freistil
- Jahrgang 2003 – Altersklasse 18:
Cedric Büssing über 400 Meter Lagen
- Jahrgang 2008 – Altersklasse 13:
Yara-Fay Riefstahl über 100 Meter Schmetterling

## Deutsche Meister
| Disziplin           | Männer               | Männer                   | Männer       | Frauen           | Frauen                   | Frauen       |
| Disziplin           | Name                 | Verein                   | Zeit         | Name             | Verein                   | Zeit         |
| 050 m Freistil      | Peter Varjasi        | LSV Bayern               | 00:22,50     | Jessica Felsner  | SC Aqua Köln             | 00:25,01     |
| 100 m Freistil      | Damian Wierling      | SG Essen                 | 00:49,32     | Annika Bruhn     | Neckarsulmer Sport-Union | 00:54,60     |
| 200 m Freistil      | Timo Sorgíus         | SSG Leipzig              | 01:48,75     | Annika Bruhn     | Neckarsulmer Sport-Union | 01:57,92     |
| 400 m Freistil      | Henning Mühlleitner  | Neckarsulmer Sport-Union | 03:48,39     | Leonie Märtens   | SC Magdeburg             | 04:12,26     |
| 800 m Freistil      | Sven Schwarz         | W98 Hannover             | 07:52,02 (a) | Marlene Sandberg | SSC Berlin-Reinickendorf | 08:45,12     |
| 1500 m Freistil0    | Sven Schwarz         | W98 Hannover             | 15:09,31     | Leonie Märtens   | SC Magdeburg             | 16:34,15     |
| 050 m Brust         | Lucas Matzerath      | SG Frankfurt             | 00:27,42     | Anna Elendt      | SG Frankfurt             | 00:30,67 (b) |
| 100 m Brust         | Lucas Matzerath      | SG Frankfurt             | 00:59,44     | Anna Elendt      | SG Frankfurt             | 01:06,50 (b) |
| 200 m Brust         | Yannis Merlin Willim | SSG Leipzig              | 02:12,73     | Kim Herkle       | SV Cannstatt             | 02:27,43     |
| 050 m Rücken        | Marvin Dahler        | VfL Sindelfingen         | 00:25,48     | Nina Kost        | SV Nikar Heidelberg      | 00:28,48     |
| 100 m Rücken        | Christian Diener     | Potsdamer SV             | 00:55,12     | Nina Kost        | SV Nikar Heidelberg      | 01:00,67     |
| 200 m Rücken        | Timo Sorgíus         | SSG Leipzig              | 02:00,76     | Nina Kost        | SV Nikar Heidelberg      | 02:11,84     |
| 050 m Schmetterling | Björn Kammann        | AMTV-FTV Hamburg         | 00:23,98     | Angelina Köhler  | Hannover 96              | 00:26,84     |
| 100 m Schmetterling | Ramon Klenz          | SG Neukölln Berlin       | 00:52,88     | Angelina Köhler  | Hannover 96              | 00:58,42     |
| 200 m Schmetterling | Ramon Klenz          | SG Neukölln Berlin       | 01:57,87     | Kathrin Demler   | SG Essen                 | 02:11,79     |
| 200 m Lagen         | Ramon Klenz          | SG Neukölln Berlin       | 02:01,11     | Kathrin Demler   | SG Essen                 | 02:12,99     |
| 400 m Lagen         | Danny Schmidt        | SG Frankfurt             | 04:19,02     | Zoe Vogelmann    | SV Nikar Heidelberg      | 04:41,32     |